# Канцеларија за стратешке услуге
Канцеларија за стратешке услуге (енгл. Office of Strategic Services, OSS) је обавештајна служба Сједињених Америчких Држава, која је основана током Другог светског рата. Била је у ратно време обавештајна служба и претеча Централне обавештајне агенције. На њеном челу се налазио Вилијам Донован.